# Helen Millar Craggs

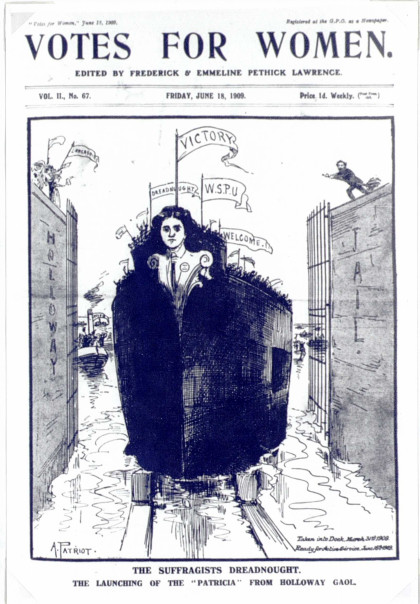
Periódico Votos para las mujeres

Helen Millar Craggs (Westminster, 1888-Victoria, Columbia Británica, 15 de enero de 1969), de casada Pethick-Lawrence, baronesa Pethick-Lawrence, fue una sufragista y farmacéutica británica.

## Biografía
Craggs nació en Westminster, Londres, en 1888, hija de Sir John Craggs, un contable que donó dinero para la investigación de la medicina tropical, y tenía siete hermanos. Craggs se educó en Roedean y deseaba estudiar medicina, pero su padre rechazó esa idea y Craggs fue a enseñar ciencias y ejercicio físico en su antigua escuela por un tiempo. Aunque la madre de Craggs apoyaba el sufragismo y era miembro del comité principal de la Kensington Conservative and Unionist Women's Franchise Association, deploraba el activismo.
Craggs usaba el seudónimo de 'Helen Millar' (quizás para proteger a su familia y su puesto docente) cuando se unió a las activistas de la Unión Social y Política de las Mujeres durante las elecciones de Peckham en 1908. Pintaba con tiza las aceras y repartía literatura de campaña sobre el sufragio femenino. Craggs ayudó a Flora Drummond con el objetivo de derrocar a Winston Churchill en la exitosa campaña que arrasó con su mayoría en este y otros temas de igualdad durante las elecciones en Mánchester. Churchill fue puesto al frente para el asiento de Dundee, donde WSPU estaba listo para desafiarlo nuevamente.
En dos años, Craggs tuvo que dejar un hogar poco comprensivo para convertirse en organizador de WSPU a tiempo completo por 25 chelines al mes, viviendo en una propiedad alquilada en Bloomsbury. Mary Richardson se unió a Craggs en la tienda de Women's Press, quien habló sobre el abuso obsceno susurrado por los 'transeúntes' masculinos y otros que vinieron a romper los materiales del sufragio.
El Museo de Londres tiene una imagen de Craggs en un carruaje tirado por caballos distribuyendo el periódico Votes for Women.
Craggs era amiga del hijo de Emmeline Pankhurst, Harry, que sufría de polio, visitaba su sanatorio a menudo y estuvo con él cuando murió en enero de 1910. Craggs se convirtió en organizadora, después de Grace Roe, en la sucursal de Brixton de la WSPU y más tarde en Hamstead. Dentro del movimiento, Craggs se hizo amiga de Ethel Smyth, Evelyn Sharp y Beatrice Harradan. Craggs también pasó tiempo con Marie Newby en Devon influyendo en la campaña allí. Craggs también estaba en Gales y fue identificada como la manifestante que saltó al Ministerio del Interior en la catedral de Llandaff durante una visita real en Cathays Park diciendo "era una pena que estuviera yendo por el país mientras sufragistas pasaban hambre en la cárcel".
En noviembre de 1910, Craggs fue al Teatro Paragon, Whitechapel a las 2 a. m. esconderse en el techo helado durante la noche antes de que Lloyd George hablara. Craggs se abrió paso entre la multitud desde su escondite gritando al canciller sobre los derechos de la mujer y fue arrojada brutalmente por una escalera de piedra. Un hombre transeúnte que dijo que "las mujeres también pagan impuestos" fue golpeado.
El Archivo de la Universidad de Cardiff tiene una imagen de Craggs del Daily Sketch en 1912.
En 1912, Craggs fue encarcelada en la prisión de Holloway por romper ventanas y se declaró en huelga de hambre. Posteriormente Craggs fue arrestada por llevar materiales para provocar un incendio provocado, cerca de Nuneham Courtney, la casa del miembro del gabinete de gobierno, Lewis Harcourt. WSPU insistió en que Craggs estaba actuando sola, ya que esta era la primera amenaza a la propiedad. El incidente se describió en detalle en juicio sobre dos mujeres que alquilaron una canoa y tuvieron un encuentro sorpresa con un policía, a quien Craggs dijo que estaban acampando cerca y que habían venido a "mirar alrededor de la casa". Más tarde, el agente identificó a Craggs, pero la segunda mujer (Norah Smyth) escapó y la policía encontró comida y los colores de las banderas de la WSPU (blanco, verde y morado) y números de teléfono de la propiedad y de la estación de bomberos de Oxford. Craggs vestía 'un traje llamativo que exhibía de manera prominente los colores sufragistas' cuando apareció en el tribunal de Bullingdon Petty Sessions al día siguiente y admitió que no daría su nombre. Craggs estuvo en prisión preventiva debido a la gravedad del crimen (ya que había 8 personas en la casa) y fue sentenciada por el Tribunal de lo Penal bajo fianza de £1000, de la que Ethel Smyth pago la mitad. Craggs fue enviada durante 9 meses a trabajos forzados en el Castillo de Oxford, y escribió agradeciendo a Hugh Franklin por obtener fotografías del lugar. Craggs fue trasladada a la prisión de Holloway, nuevamente hizo huelga de hambre y fue alimentada a la fuerza cinco veces en dos días y sufrió hematomas internos y externos durante 11 días y luego fue liberada debido a su salud. Lewis Harcourt dio una donación de £1000 a la Liga para el Sufragio de Mujeres Opuestas.
Craggs se mudó a Dublín donde se formó en el Hospital Rotunda como partera, se casó con un médico de cabecera del East End de Londres, Duncan Alexander McCrombie, de Aberdeen. Sus padres no asistieron a la boda en 1914. Craggs se formó como farmacéutica para apoyar la práctica de su marido. Craggs enviudó en 1936, a una edad temprana, comenzando en el negocio haciendo rompecabezas como un medio de generar ingresos para sus dos hijos, Sarah (Sallie) (nacida en 1923) y John Alexander Somerville (nacido en 1925).

## Últimos años
Después de la Segunda Guerra Mundial, Craggs y su hija emigraron a América del Norte, estableciéndose en Canadá, y vieron a Christabel Pankhurst a veces en Los Ángeles. Craggs regresó a Londres y se convirtió en secretaria privada y luego en la segunda esposa de Lord Frederick Pethick-Lawrence, líder del movimiento sufragista desde hacía mucho tiempo y patrocinador de Surrey, tres años después de la muerte de su primera esposa, la sufragista Emmeline Pethick-Lawrence el día de San Valentín, el 14 de febrero de 1957.
En 1969, Craggs, la entonces baronesa Helen Pethick-Lawrence, murió el 15 de enero en Victoria, Columbia Británica, Canadá.